# Jaskinia Krzywa
Jaskinia Krzywa – jaskinia w Dolinie Bolechowickiej na Wyżynie Olkuskiej (część Wyżyny Krakowsko-Częstochowskiej). Administracyjnie należy do wsi Karniowice w województwie małopolskim, w powiecie krakowskim, w gminie Zabierzów. Od 1968 r. obszar jaskini znajduje się na terenie częściowego Rezerwatu przyrody Wąwóz Bolechowicki.

## Opis jaskini
Otwór jaskini znajduje się na północnej ścianie Muru Pokutników – potężnej skały tworzącej lewy (zachodni) filar Bramy Bolechowickiej. Jest w nim skośne pęknięcie ciągnące się od podstawy Filaru Pokutników przez Mur Pokutników w górę, wzdłuż stromego zbocza doliny. Wejście do jaskini znajduje się pod dużym okapem i ma postać płaskodennej wnęki. Ciągnie się za nią dwumetrowy skośny korytarz kończący się kominkiem o wysokości 2,5 m.
Tworzące jaskinię wapienie pochodzą z późnej jury. Jaskinia powstała dużo później na pęknięciu ciosowym pogłębionym w wyniku zjawisk krasowych. Świadczą o tym znajdujące się w niej zagłębienia kotłów wirowych. Ściany są skorodowane, brak na nich nacieków. Dno pokryte jest kilkunastocentymetrową warstwą lessowych osadów. W całości uzależniona jest od zewnętrznych warunków atmosferycznych. Jest niemal w całości oświetlona, ciemna jest jedynie górna część kominka. Na ścianach rosną glony i zanokcica skalna, ze zwierząt występują pajęczaki.

## Historia poznania i dokumentacji
Jaskinia znana była od dawna, jej otwór jest bowiem dobrze widoczny z dna doliny. Archeologicznie badał ją Gotfryd Ossowski w 1880 r. W sprawozdaniu pisze, że znalazł w niej tylko odłupki krzemienne i kawałek ceramiki. Później była kilkukrotnie wzmiankowana w opracowaniach naukowych. Pomiary jaskini wykonali A. Górny i T. Ostrowski w 2009 r., dokumentację opracował A. Górny w grudniu 2009 r.
Przez pęknięcie jaskini prowadzi droga wspinaczkowa Niemiecka drabina (trudność IV+ w skali Kurtyki, długość 30 m). Pierwsze przejście; W. Marcinkowski w 1930 r.

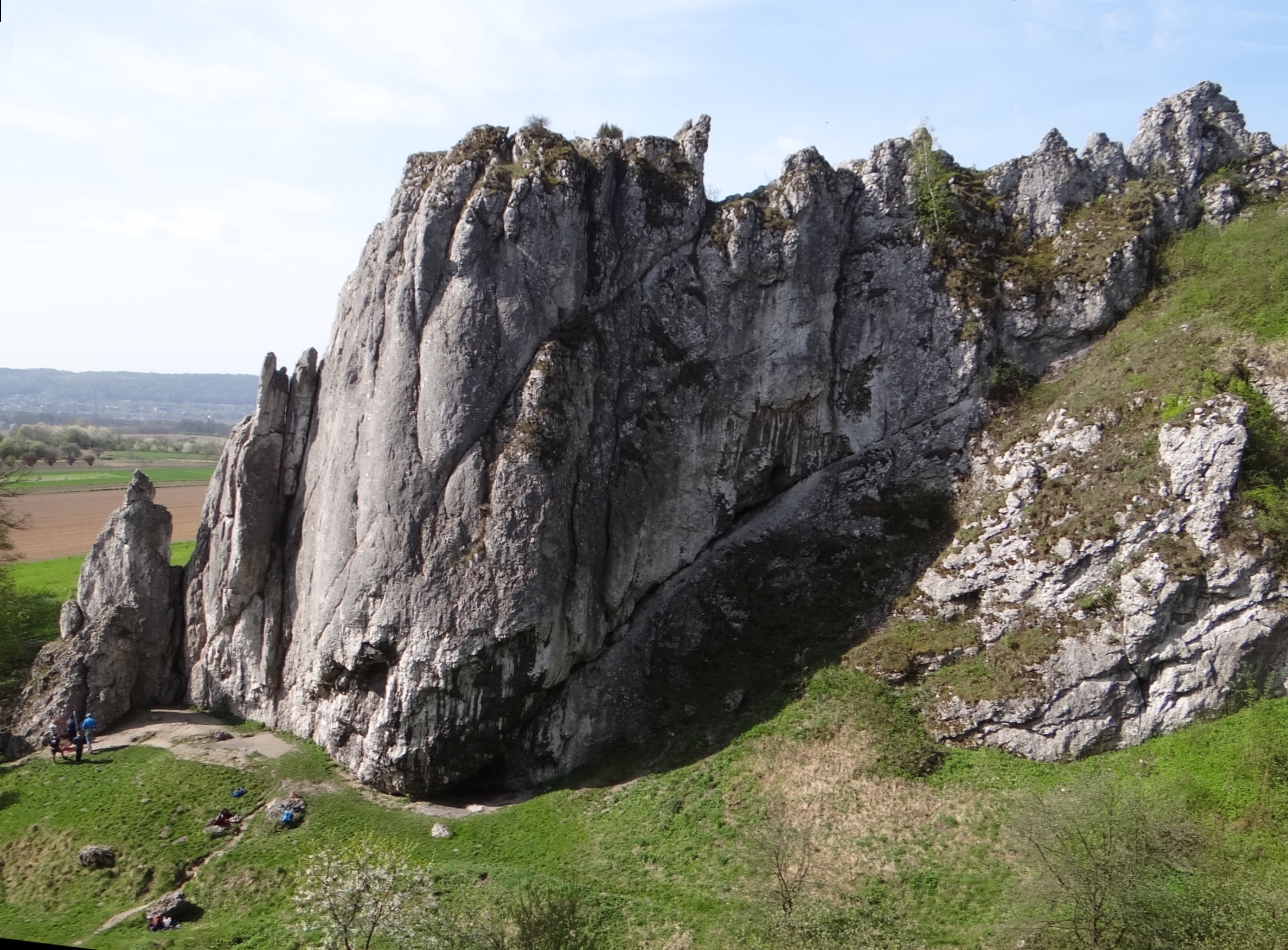
Skośne pęknięcie z otworem jaskini